# Sinamarie
De Sinamarie (Frans: Sinnamary) is een rivier in Frans-Guyana die bij de stad Sinnamary de Atlantische Oceaan instroomt. Lange tijd werd de Sinamarie beschouwd als oostgrens van de kolonie Suriname, totdat in de tweede helft van de achttiende eeuw de Fransen een versterkingspost Saint-Laurent opzetten bij de Marowijne. Sindsdien wordt die rivier gezien als grens tussen beide landen.

## Stuwmeer
Tussen 1989 en 1994 werd bij Petit-Saut een stuwdam gebouwd door EDF (Électricité de France) in deze rivier. De stuwdam (barrage de Petit-Saut) heeft een lengte van 750 meter met een maximale hoogte van 50 meter en voorziet gans Frans-Guyana van electriciteit. Het stuwmeer heeft een oppervlakte van 310 km² en een volume van 3,5 miljard m³ water.

## Fauna
De monding van de Sinamarie heeft een grote ecologische waarde. Er is een kolonie van rode ibissen.